# Death metal
Pour les articles homonymes, voir DM et Death.
Genres dérivés
Death metal mélodique, deathgrind, deathcore, brutal death metal, death metal technique, grindcore
Genres associés
Thrash metal
Le death metal est un sous-genre musical extrême, du heavy metal. Il emploie généralement des guitares très distordues, des tremolo picking, des growling profonds, des blast beats, les gammes mineures et des structures complexes avec de multiples changements de tempo.
C'est au milieu des années 1980 que le death metal émerge, prenant tout d'abord la forme d'un thrash metal plus complexe, plus violent et plus lourd. Des groupes de metal tels que Slayer,, Kreator, Celtic Frost et Venom ont été des influences très importantes pour les pionniers du genre. Possessed et Death,, avec des groupes comme Master, Necrophagia, Morbid Angel, Obituary ou Atheist, souvent considérés comme des pionniers du genre. Dans les années 1980 et début des années 1990, le death metal gagne plus l'attention des médias grâce aux labels populaires comme Combat, Earache et Roadrunner qui ont commencé à signer des groupes de death metal à un rythme rapide. Depuis lors, le death metal s'est diversifié, engendrant différents sous-genres.
Il existe plusieurs versions quant aux origines « réelles » du death metal. Certains citent le groupe Possessed comme étant le premier du genre. Cette version est démentie par d'autres, qui estiment néanmoins que Possessed reste le premier groupe de thrash/death metal avec des sonorités death metal, et qu'il influencera les groupes de metal extrême à venir. Les véritables pionniers de ce style selon les fans sont Mantas, Death Strike, Ravage, Genocide et Executioner (qui deviendront Death, Master, Atheist, Repulsion et Obituary) qui enregistrent plusieurs démos entre 1983 et 1984. S'ensuit Morbid Angel qui se forme en 1983 mais enregistre plus tardivement (la première demo date de 1986) et Amon (devenu Deicide qui lui se forme en 1987. La cassette Death Metal de Possessed, sortie en 1984, jouera un rôle important dans la création de ce style (d'où l'origine du nom de ce style musical), influençant directement Chuck Schuldiner, qui change le nom de son groupe Mantas en Death, et plusieurs autres groupes comme Executioner (devenu Obituary).
Les albums Leprosy de Death, Altars of Madness de Morbid Angel et Slowly We Rot de Obituary sont considérés comme les premiers albums qui ont donné les définitions au death metal classique. Les principaux groupes influents incluent : Cannibal Corpse, Death, Dismember, Deicide, Entombed, Benediction, Morbid Angel, Obituary, Carcass, Suffocation, Autopsy et Vader.

## Terminologie

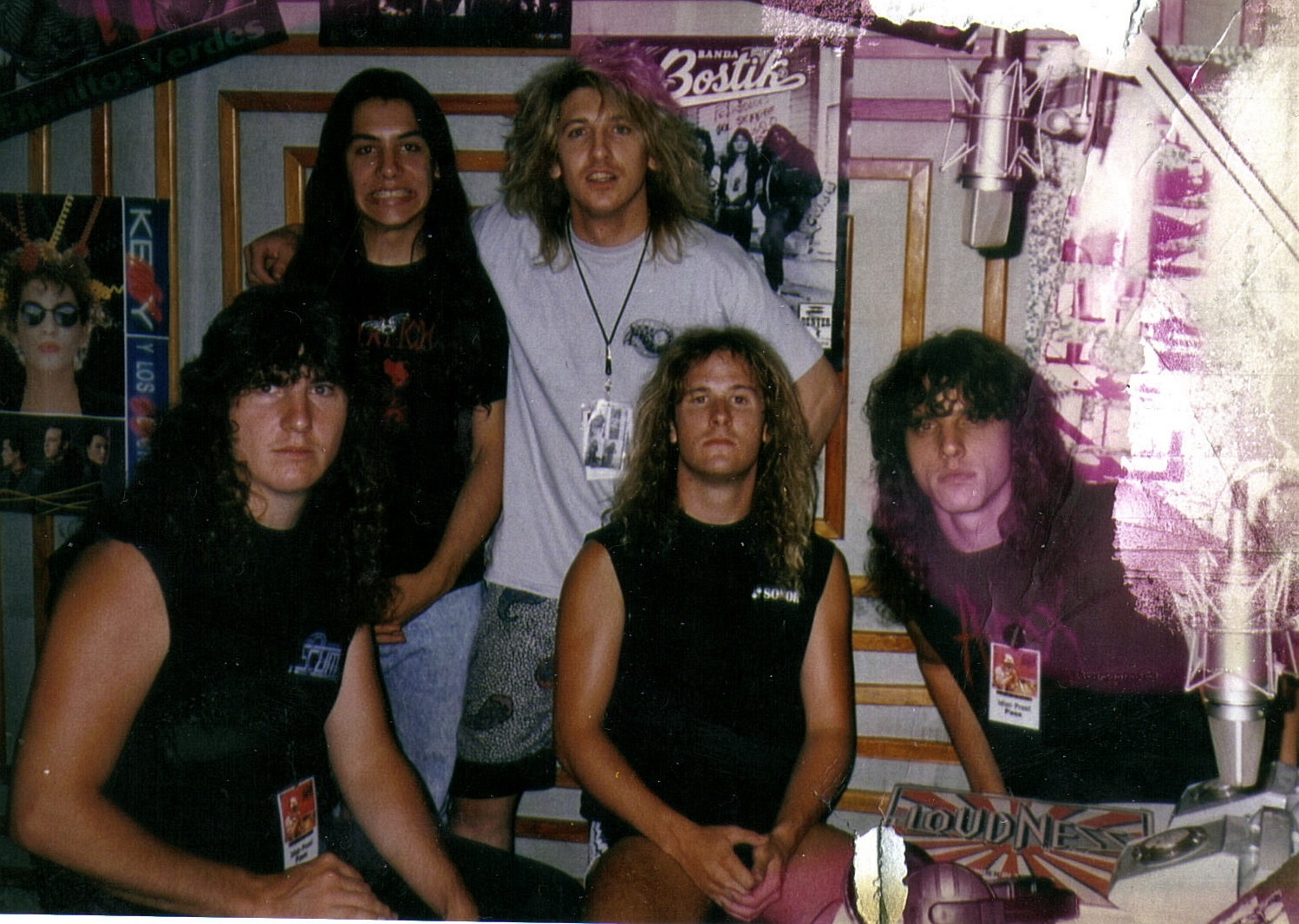
Death à Mexico, 1989.

L'origine du terme « death metal » est relativement floue. Il existe plusieurs groupes ou individus à qui la première utilisation du terme est attribuée. Le groupe Mantas (futur Death) sort une démo en 1984 appelée Death by Metal, le nom du groupe a peut-être aussi inspiré le nom du mouvement[réf. nécessaire]. Aussi sortie en 1984, la démo de Possessed simplement appelée Death Metal. Au Royaume-Uni, le groupe de thrash metal Onslaught avait une chanson sur leur premier album intitulée Death Metal. À cause de l'utilisation répétée de ce terme, une compilation sortie en 1984 appelée Death Metal regroupa des groupes comme Helloween ou Hellhammer. Bien qu'il soit convenu que le groupe Death a la paternité du death metal, on note aussi dans les précurseurs du genre deux autres formations : Morbid Angel et Possessed, tous deux fondés en 1983, et qui ont joué un rôle aussi important que le groupe de Chuck Schuldiner dans l'expansion de ce genre.

## Histoire

### Émergence et origines

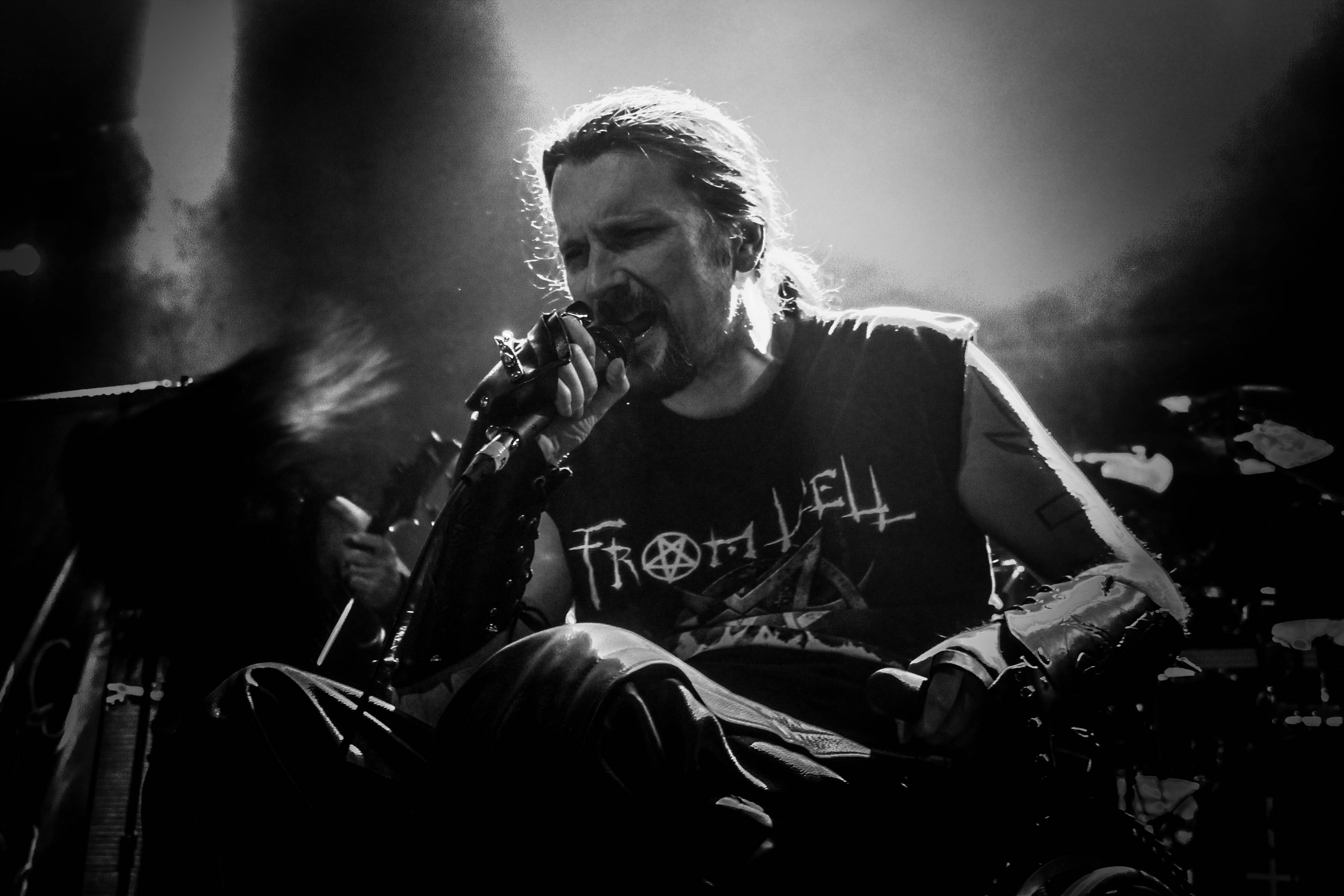
Jeff Becerra du groupe Possessed, qui a crédité le terme de death metal en 1983, sur leur démo éponyme en 1984.

Le groupe britannique Venom, originaire de Newcastle, cristallise les éléments musicaux de ce que deviendront par la suite le thrash metal, le death metal et le black metal, grâce à leur album paru en 1981 intitulé Welcome to Hell. Leur sonorité sombre, blistering, leurs voix sombres et l'imagerie fièrement satanique et macabre prouvent être une grande inspiration pour les autres groupes axés metal extrême. Un autre groupe très influent, Slayer, s'est formé en 1981. Bien que principalement axé thrash metal, la musique de Slayer était plus violente que celle de leurs confrères Metallica, Megadeth et Exodus. Leur rapidité et leur prouesse instrumentale mélangées à des paroles dont les thèmes se basent sur la mort, la violence, la guerre et le satanisme leur permet de gagner rapidement en notoriété. Selon AllMusic, le troisième album de Slayer, Reign in Blood, a « inspiré le genre death metal dans son intégralité. » Il eut un impact profond chez les maitres du genre incluant Death, Obituary et Morbid Angel.
Possessed, un groupe formé à San Francisco en 1983, est, selon Allmusic, le groupe ayant « mis le point » entre thrash metal et death metal grâce à leur premier album paru en 1985, Seven Churches. Influencés par Slayer, les actuels et anciens membres du groupe citent Venom, Motörhead et les débuts d'Exodus comme principales sources d'inspiration,. Bien que le groupe n'ait fait paraître que deux albums studio et un EP à leurs débuts, ils sont décrits comme étant des figures « monumentales » au développement du death metal, ou comme étant le premier groupe du genre.
À cette même période, un second groupe de metal influençable se forme en Floride : Death. Death, originellement appelé Mantas, se forme en 1983 avec Chuck Schuldiner, Kam Lee, et Rick Rozz. En 1984, ils font paraître leur première démo intitulée Death by Metal. Avec Schuldiner au micro, le groupe gagne rapidement une place de premier choix sur la scène. Schuldiner est reconnu par Eduardo Rivadavia, rédacteur chez Allmusic, comme « le père fondateur du death metal. » Le premier album de Death, paru en 1987, Scream Bloody Gore, est décrit par About.com comme « évolution du thrash metal au death metal » et comme « le premier véritable album de death metal » par le San Francisco Chronicle.
Hormis Possessed et Death, d'autres pionniers du death metal américain peuvent inclure Autopsy, Morbid Angel, Obituary, Deicide, et Post Mortem,.

### Popularité
En 1989, quelques groupes parviennent à signer dans des labels afin de populariser le genre, comme Obituary, Morbid Angel et Deicide. Ces groupes collectifs de death metal originaire de Floride sont souvent crédités sous le terme de « Florida death metal ». Le death metal s'étend également en Suède à la fin des années 1980 avec des groupes, désormais pionniers du genre tels que Carnage, God Macabre, Entombed, Dismember et Unleashed. En guise d'innovation du death metal, de nouveaux sous-genres musicaux commencent à émerger dans les années 1990. Le groupe britannique Napalm Death devient rapidement associé au death metal, en particulier, avec leur album Harmony Corruption. Formé en 1986, Bolt Thrower  dont on ressent au départ les influences punk et thrash, deivent rapidement un des leaders du death britannique aux côtés de Napalm Death et Carcass.
Earache Records, Relativity Records et Roadrunner Records deviennent les labels les plus imposants du genre ; Earache fait paraître les albums de Carcass, Napalm Death, Bolt Thrower, Morbid Angel, et Entombed, et Roadrunner ceux d'Obituary, et Pestilence. En septembre 1990, le manager de Death, Eric Greif, organise l'un des premiers festivals de death metal, Day of Death, dans une banlieue de Milwaukee, dans le Wisconsin, avec 26 groupes dont Autopsy, Broken Hope, Hellwitch, Obliveon, Revenant, Viogression, Immolation, Atheist, et Cynic.

## Caractéristiques

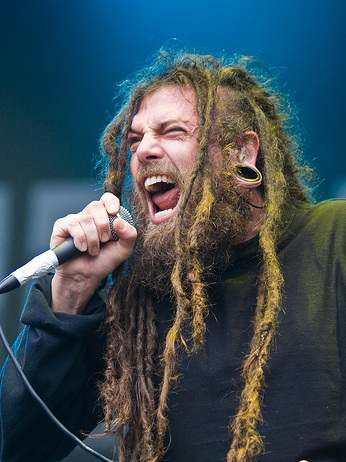
Chris Barnes, chanteur de Cannibal Corpse et de Six Feet Under.

Le death metal étant un genre de musique varié, les caractéristiques suivantes ne s'appliqueront pas forcément à tous les artistes ou albums. Parmi les caractéristiques communément reconnues du genre, on peut citer des paroles généralement violentes, choquantes ou sombres, ayant trait le plus souvent à la mort, de façon crue, décalée (gore, comme dans le cinéma d'horreur ; beaucoup de groupes empruntant à l'imagerie des films de série z) ou métaphorique (récemment, des paroles plus centrées sur la philosophie, comme celles du groupe Death, sont aussi devenues populaires), des progressions chromatiques et une structure de chanson narrative (présentée comme une histoire) qui utilise un développement continuel de thèmes et de motifs plutôt qu'un cycle de couplets et de refrains[réf. souhaitée].
Le genre est souvent identifié grâce à ses guitares rythmiques accordées plus bas (jusqu’au Si au lieu du traditionnel accordage en Mi), des percussions rapides avec une utilisation fréquente de la double grosse caisse, et une intensité dynamique. Les blast beats sont souvent utilisés pour ajouter encore en intensité à la musique. Les techniques vocales utilisées sont presque toujours des chants gutturaux graves appelés grunts, growls, ou encore death growl.

## Sous-genres

### Death metal mélodique
Le death metal mélodique (ou death mélodique) est une variante du death metal où les harmonies et les mélodies sont plus mises en avant et plus proches du système tonal, contrairement aux chromatismes et autres dissonances caractéristiques du genre. Ce sous-genre est souvent associé à la Suède (en particulier Göteborg) ainsi que la Norvège et la Finlande. On peut citer comme exemples de groupes Scar Symmetry, Children of Bodom, Amon Amarth, Kalmah, At The Gates, Hypocrisy, In Flames, Insomnium, Soilwork, Wintersun, Dark Tranquillity, Arch Enemy, Darkane, The Duskfall, GYZE et les débuts de Eternal Tears of Sorrow, Amorphis, Sentenced ou encore Destinity, Raintime. Une nouvelle vague du death mélodique voit le jour depuis quelques années avec l'ajout d'éléments païens et historiques à cette musique. Cette évolution est visible sur des groupes tels que Swashbuckle qui inclut des mélodies en rapport avec le thème de la piraterie dans sa musique et Ex Deo qui ajoute des éléments en rapport avec la mythologie romaine, ainsi que des vocaux rappelant le black metal, rajoutant une atmosphère païenne au style. Cette évolution a été annoncée par l'arrivée de groupe tels que Amon Amarth qui est un pionnier du genre en donnant des atmosphères vikings à un death metal très brutal.

### Death metal technique
Le death metal technique est un style développé dans les années 1990 pouvant allier mélodies et brutalité, mais qui se caractérise plus par le niveau technique des musiciens et l'assemblage de leurs compositions, qui sont souvent très progressives et riches en mesures composées (mesure autre que les mesures ternaire ou binaire classiques, pouvant être divisée de manière irrégulière : par exemple une mesure en 7/4 peut se diviser en 3 + 4, ou en 4 + 3, voire en 2 + 2 + 3, etc.). Le groupe Necrophagist, entre autres, allant même jusqu'à privilégier ces dernières par rapport au 4/4 (qui correspond à quatre noires dans une mesure). Les précurseurs dans les années 1990, furent Atheist de Floride. Death est parmi les groupes les plus populaires et les plus célèbres, ainsi que les groupes Necrophagist, Quo Vadis, Psycroptic, Decapitated, Daath, Spawn of Possession, Cynic, Carcass, Nocturnus, Beneath the Massacre, Neuraxis, The Faceless, Aeon, Kronos, Obscura et Pestilence (qui serait plutôt à classer dans le death metal « classique »). En France, nous pouvons citer Gojira (dont la notoriété est très forte aux États-Unis), Trepalium, Gorod, Scarve, Massacra avec leur album Sign of Decline, Psychobolia, ou le groupe Carcariass, ce dernier oscillant entre le death metal et le death mélodique.

### Brutal death metal
Le brutal death metal émerge avec le mélange de certains aspects structuraux du grindcore comme les blast beat, et du death metal. Ce genre a tendance à être assez technique et très rapide ; la principale différence entre le brutal death metal et le death metal est sa rapidité d'exécution, souvent entre 230 et 280 BPM. Le brutal death metal est associé à des groupes comme Cannibal Corpse, Krisiun, Aborted, Vader, Nile, Vital Remains, Cryptopsy, Gorguts, Sinister, Suffocation dont l'album Effigy of the Forgotten est une référence en Brutal Death Metal qui a influencé une majorité de groupes de styles dérivés comme Dying Fetus et Kataklysm. Une des caractéristiques premières du brutal death metal est le style de grunt (ou growl) utilisé, souvent très grave. Les paroles sont généralement reliées au gore et chantées d'une manière rapide et saccadée. Les riffs de guitare sont généralement graves et rapides, souvent avec des harmoniques perçantes. Les partitions de batterie sont généralement très variées en style, de la batterie d'ambiance lente aux fameux blast beat. La production de la plupart des albums de brutal death metal donne généralement un son très dense. Des groupes comme les New-Yorkais Suffocation ou les Floridiens Cannibal Corpse et Deicide peuvent être considérés comme à l'origine de ce style.

### Deathgrind
Le premier groupe de deathgrind est Napalm Death avec Harmony Corruption au début des années 1990 ; pour certains[Qui ?], c'est Terrorizer avec l'album World Downfall à la fin des années 1980. On peut aussi citer le groupe anglais Carcass avec l'album Symphonies of Sickness en 1989.
Le deathgrind est un mélange de l'intensité, de la vitesse et de la durée des morceaux de grindcore classique avec la technicité des compositions de death metal, tout en restant différent du brutal death metal. Les morceaux de deathgrind sont discernables des morceaux de death metal classique par la rareté des solos de guitare, par la durée des titres (généralement en dessous de 3 minutes). Le deathgrind diffère également du grindcore par l'absence substantielle de l'influence du hardcore dans les compositions. Des groupes comme Cattle Decapitation, Cephalic Carnage, Blood Duster, Blood, Brutal Truth, Dying Fetus, Brujeria, représentent bien ce sous-genre.
Les groupes français de ce style sont rares[réf. nécessaire], mais ils incluent notamment Morgue, Infest ou encore Necrogrind.

### Death-doom
Le death-doom est un mélange des éléments du death metal, en particulier le grunt (ou growl) associé avec le genre, et de la lenteur du doom metal. Beaucoup considèrent le groupe Cathedral comme le pionnier du sous-genre avec son album Forest of Equilibrium. Cela dit, Winter, un an auparavant, a aussi mixé death metal et doom. Généralement, les trois groupes reconnus pour avoir fait évoluer le sous-genre sont My Dying Bride, Paradise Lost, et Anathema (sur leurs deux premiers albums, Serenades et The Silent Enigma).

### Death symphonique
Le death symphonique est un genre de metal extrême ayant des rythmes très rapides (le blast beat, par exemple) avec un fond orchestral et un chant growl accompagné d'un chant lyrique (type opéra). Des groupes tels que SepticFlesh, Fleshgod Apocalypse appartiennent à ce genre de metal.